# Allogalumna multesima
Allogalumna multesima är en kvalsterart som beskrevs av Grandjean 1957. Allogalumna multesima ingår i släktet Allogalumna och familjen Galumnidae. Inga underarter finns listade i Catalogue of Life.